# Jabal Badīyah
Jabal Badīyah är ett berg i Förenade Arabemiraten.   Det ligger i emiratet Fujairah, i den nordöstra delen av landet, 230 kilometer nordost om huvudstaden Abu Dhabi. Toppen på Jabal Badīyah är 442 meter över havet, eller 247 meter över den omgivande terrängen. Bredden vid basen är 2,2 km.
Terrängen runt Jabal Badīyah är kuperad åt nordväst, men åt sydost är den platt. Havet är nära Jabal Badīyah österut. Närmaste större samhälle är Khawr Fakkān, 14,2 kilometer söder om Jabal Badīyah.
Trakten runt Jabal Badīyah består i huvudsak av gräsmarker.